# Níluskék
A Níluskék  vagy Níluskék A  egy biológiában és hisztológiában használt festékanyag. Élő és fixált sejteken is használható. A sejtmagot kékre festi.
Fluoreszcens mikroszkópiával alkalmazva prokarióta vagy eukarióta sejtekben a polihidroxi-butirát granulumok kimutatására is használható. Kénsavval forralva Nílusvörössé (Níluskék-oxazon) alakul.

## Tulajdonságai
Csillogó zöld kristályos por, szulfát formájában hideg vízben kevéssé, forró vízben jól oldódik, oldata kék színű.

## Előállítása
A níluskék és a hozzá hasonló naftoxazinszínezékek 5-(dialkilamino)-2-nitrozofenolok 1-naftilaminnal, vagy 3-(dialkilamino)fenolok N-alkilezett 4-nitrozo-1-naftilaminokkal, vagy N,N-dialkil-1,4-feniléndiaminok 4-(dialkilamino)-1,2-naftokinonokkal történő savkatalizált kondenzációjával állíthatók elő. Másik szintézisút lehet a 4-nitrozo-N,N-dialkilanilin és 2-naftol (9-(dialkilamino)benzo[a]fenoxazin-7-ium sója) savkatalizált kondenzációjával kapott termékének amin jelenlétében történő oxidációja, ami második aminszubsztituenst  visz be a benzo[a]fenoxaziniumrendszer 5-ös szénatomjára. Az alábbi reakcióséma a fentebb ismertetett első szintézisutat ábrázolja, melynek terméke níluskék-perklorát:

## Fordítás
Ez a szócikk részben vagy egészben  a   Nile blue című angol Wikipédia-szócikk ezen változatának fordításán alapul.  Az eredeti cikk szerkesztőit annak laptörténete sorolja fel. Ez a jelzés csupán a megfogalmazás eredetét és a szerzői jogokat jelzi, nem szolgál a cikkben szereplő információk forrásmegjelöléseként.